# Quartier du Carrousel
Le quartier du Carrousel est une structure architecturale située à Fontainebleau, en France. Elle est inscrite aux monuments historiques depuis 1929.

## Situation et accès
L’ensemble est situé au sud des jardins du château. Plus largement, il se trouve dans le département de Seine-et-Marne, en région Île-de-France.

## Histoire

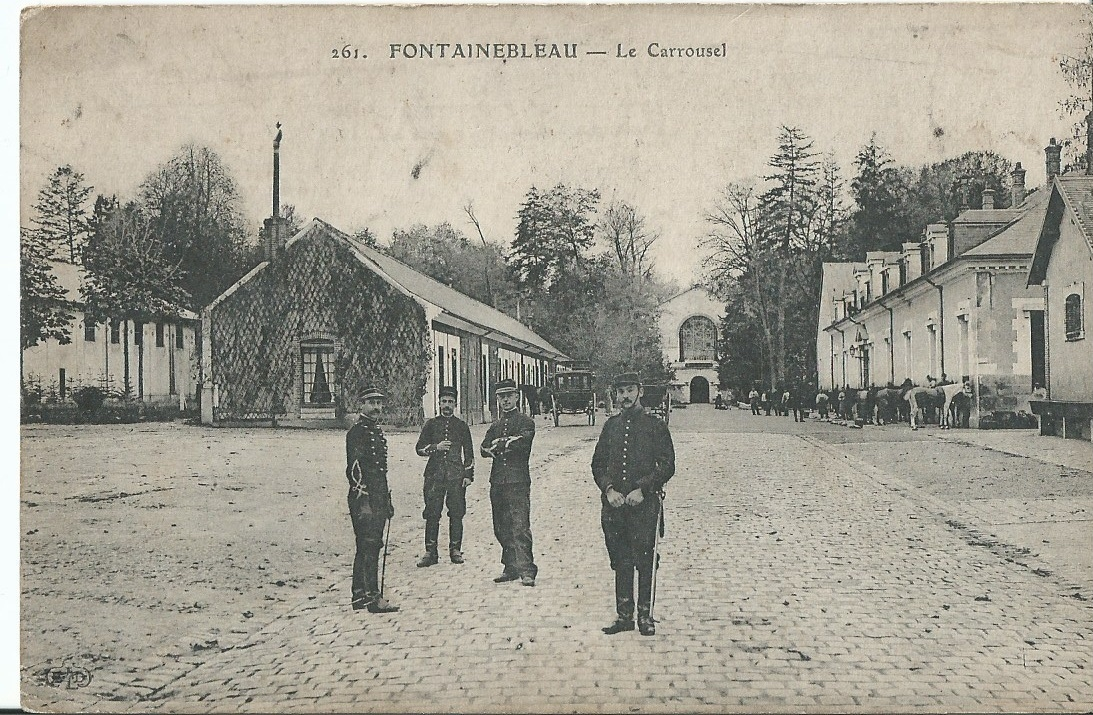
Intérieur du quartier, au tournant du XXe siècle.

## Statut patrimonial et juridique
Le quartier fait l’objet d’une inscription au titre des monuments historiques par arrêté du 2 août 1929, en tant que propriété de l’État.